# إيفان إيرنيستو غوميز
إيفان إيرنيستو غوميز هو متسلق جبال دومينيكاني، ولد في 13 يونيو 1975 في سانتو دومينغو في جمهورية الدومينيكان.